# Lịch Gregorius
Lịch Gregorius, hay lịch Gregory, còn gọi là Tây lịch, Công lịch, Dương lịch, là lịch được sử dụng ở hầu hết các nơi trên thế giới. Nó được đặt theo tên của Giáo hoàng Grêgôriô XIII, ông đã giới thiệu lịch này vào tháng 10 năm 1582.
Lịch này dùng năm nhuận để làm cho năm trung bình của nó dài 365,2425 ngày, xấp xỉ với năm nhiệt đới 365,2422 ngày được xác định bởi vòng quay của Trái Đất quanh Mặt trời. Quy tắc cho năm nhuận là:
- Năm nào chính xác chia hết cho bốn là năm nhuận, ngoại trừ những năm chia hết cho 100, nhưng những năm chẵn trăm này sẽ là năm nhuận nếu chúng chính xác chia hết cho 400. Ví dụ, những năm 1700, 1800 và 1900 không phải là năm nhuận, còn những năm 1600 và 2000 lại là năm nhuận.[2]

Lịch này là một bản sửa đổi của lịch Julius và có hai khía cạnh khác biệt. Nó đã rút ngắn (lịch) trung bình của năm đi 0,0075 ngày để ngăn chặn sự trôi dạt của lịch đối với các điểm phân. Để đối phó với sự sai lệch kể từ khi lịch Julius được sửa, ngày lịch mới đã được nâng lên 10 ngày; Thứ năm ngày 4 tháng 10 năm 1582 được theo sau là thứ sáu ngày 15 tháng 10 năm 1582. Có sự liên tục trong chu kỳ các ngày trong tuần và kỷ nguyên lịch Anno Domini. Cuộc cải cách này cũng thay đổi chu kỳ âm lịch được Giáo hội sử dụng để tính ngày cho Lễ Phục sinh, khôi phục nó về thời gian trong năm như ban đầu được Giáo hội sơ khai cử hành. Kỷ nguyên lịch này có tên thế tục thay thế là "Kỷ nguyên chung".
Việc cải cách lịch này ban đầu đã được các nước Công giáo ở Châu Âu và các thuộc địa ở nước ngoài của họ áp dụng. Trong ba thế kỷ tiếp theo, các nước Tin lành và Chính thống giáo phương Đông cũng chuyển sang cái mà họ gọi là lịch Cải tiến, với Hy Lạp là quốc gia châu Âu cuối cùng áp dụng lịch vào năm 1923. Để chỉ định rõ ràng một ngày trong giai đoạn chuyển tiếp (hoặc trong các văn bản lịch sử), niên đại kép đôi khi được sử dụng để chỉ định ngày Kiểu cũ và Kiểu mới (viết tắt là OS và NS). Trong suốt thế kỷ 20, hầu hết các nước không phải phương Tây cũng áp dụng lịch, ít nhất là cho các mục đích dân sự.

## Mô tả
| No. | Tên            | Độ dài tính theo ngày |
| --- | -------------- | --------------------- |
| 1   | Tháng giêng    | 31                    |
| 2   | Tháng hai      | 28 (29 cho năm nhuận) |
| 3   | Tháng ba       | 31                    |
| 4   | Tháng tư       | 30                    |
| 5   | Tháng năm      | 31                    |
| 6   | Tháng sáu      | 30                    |
| 7   | Tháng bảy      | 31                    |
| 8   | Tháng tám      | 31                    |
| 9   | Tháng chín     | 30                    |
| 10  | Tháng mười     | 31                    |
| 11  | Tháng mười một | 30                    |
| 12  | Tháng chạp     | 31                    |

Lịch Gregorius là lịch dương có 12 tháng, mỗi tháng 28-31 ngày. Một năm Gregorius thông thường bao gồm 365 ngày, nhưng trong một số năm nhất định được gọi là năm nhuận có một ngày nhuận được thêm vào tháng 2. Năm Gregorius được xác định bằng các số năm liên tiếp nhau. Ngày lịch được chỉ định đầy đủ theo năm (được đánh số theo kỷ nguyên lịch, trong trường hợp này là Anno Domini hoặc Thời đại chung), tháng (được xác định bằng tên hoặc số), và ngày trong tháng (được đánh số liên tục bắt đầu từ 1). Mặc dù năm dương lịch hiện chạy từ ngày 1 tháng 1 đến ngày 31 tháng 12, tại các thời điểm trước đó, các con số của năm dựa trên một điểm bắt đầu khác trong lịch (xem phần "đầu năm" bên dưới).
Trong lịch Julius, một năm nhuận xảy ra 4 năm một lần và ngày nhuận được thêm vào bằng cách nhân đôi ngày 24 tháng Hai. Cải cách lịch Gregorius đã bỏ qua ba ngày nhuận trong mỗi 400 năm và giữ nguyên ngày nhuận. Tuy nhiên, nó đã trở thành thông lệ trong thời kỳ hiện đại để đánh số ngày một cách tuần tự không có khoảng cách, và ngày 29 tháng 2 thường được coi là ngày nhuận. Trước khi sửa đổi Lịch La Mã năm 1969, Giáo hội Công giáo La Mã đã trì hoãn các ngày lễ tháng Hai sau ngày 23 một ngày trong những năm nhuận; Các thánh lễ được cử hành theo lịch trước đây vẫn phản ánh sự chậm trễ này.
Chu kỳ lịch lặp lại hoàn toàn sau mỗi 400 năm, tương đương với 146.097 ngày. Trong số 400 năm này, 303 là năm thông thường 365 ngày và 97 năm là năm nhuận gồm 366 ngày. Một năm dương lịch trung bình là 365+97/400 ngày = 365,2425 ngày, hoặc 365 ngày, 5 giờ, 49 phút và 12 giây.

## Cải cách lịch Gregorius

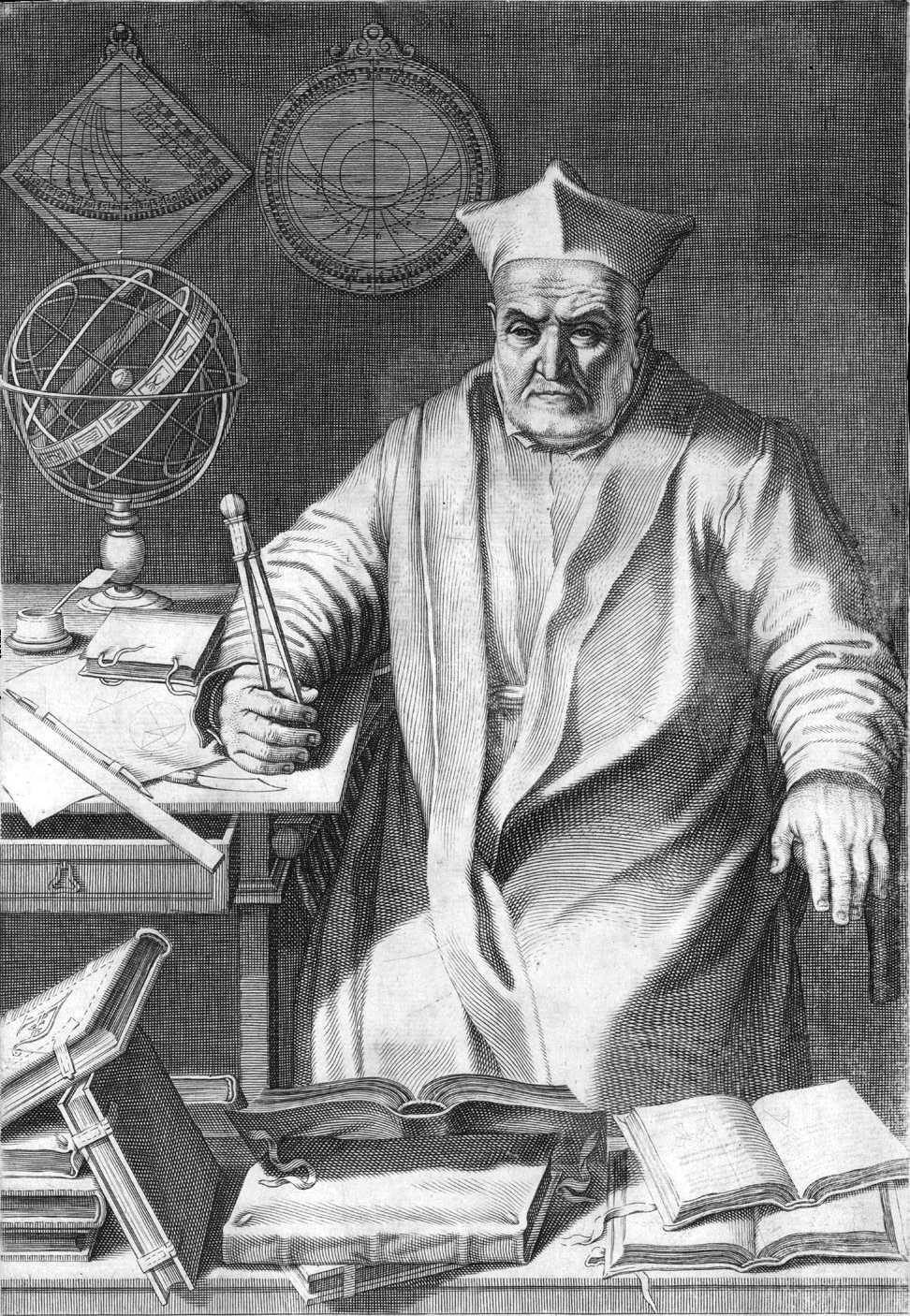
Christopher Clavius (1538–1612), một trong những tác giả chính của cuộc cải cách
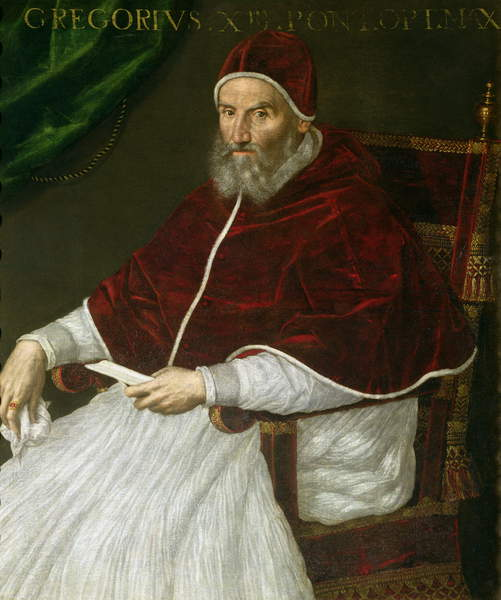
Giáo hoàng Grêgôriô XIII, chân dung do Lavinia Fontana vẽ, 16C.
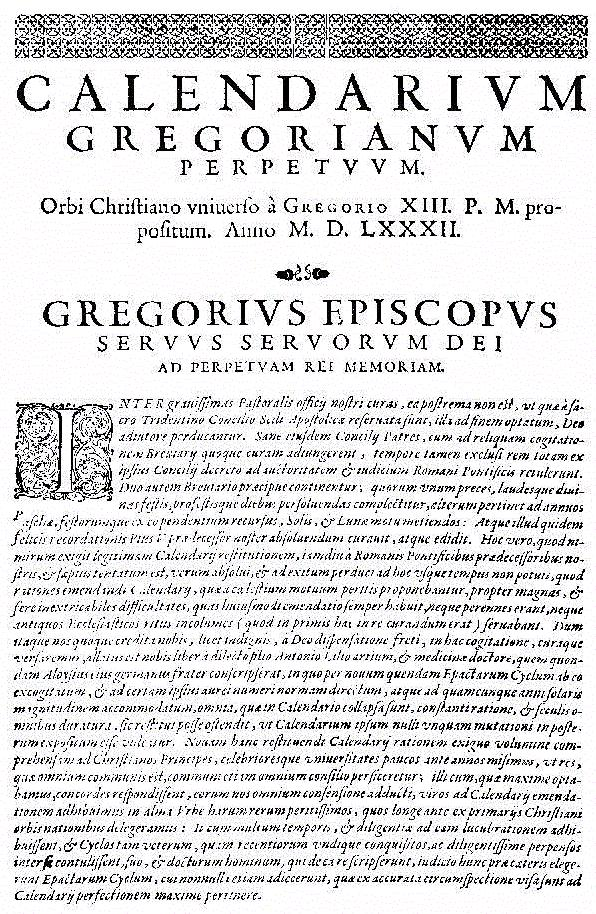
Trang đầu tiên của giáo hoàng Bull Inter gravissimas
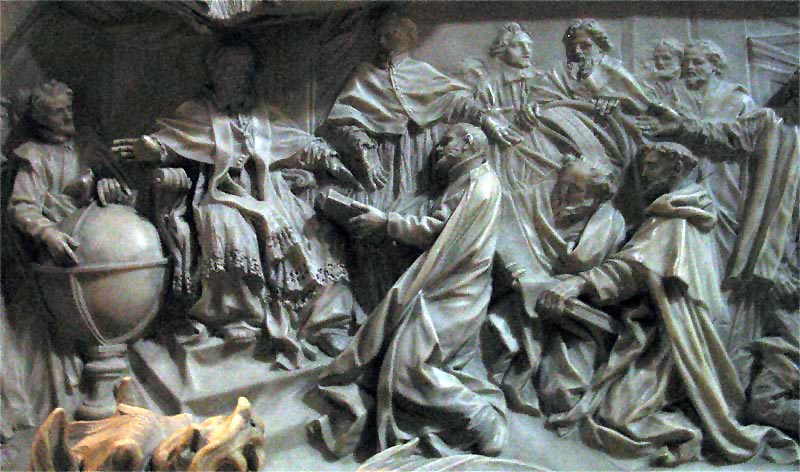
Chi tiết lăng mộ của Giáo hoàng của Camillo Rusconi (hoàn thành năm 1723); Antonio Lilio bái gối trước Giáo hoàng, trình bày lịch in của mình.

Lịch Gregorius là một cuộc cải cách của lịch Julius. Nó được chính thức hóa bằng một tông sắc Inter gravissimas do Giáo hoàng Grêgôriô XIII thiết lập ngày 24 tháng 2 năm 1582, sau đó lịch được đặt tên theo vị giáo hoàng này. Động lực cho việc điều chỉnh là đưa ngày cử hành Lễ Phục sinh vào thời điểm trong năm mà lễ này được cử hành bởi Giáo hội sơ khai. Sai sót trong lịch Julius (giả định rằng có chính xác 365,25 ngày trong một năm) đã dẫn đến ngày điểm phân theo lịch trôi đi so với thực tế được quan sát, và do đó một lỗi đã được đưa vào tính toán ngày của lễ Phục sinh. Mặc dù một khuyến nghị của Công đồng Nicaea đầu tiên vào năm 325 quy định rằng tất cả các Ki tô hữu nên tổ chức Lễ Phục sinh vào cùng một ngày, nhưng phải mất gần 5 thế kỷ trước khi hầu như tất cả các Ki tô hữu đạt được mục tiêu đó bằng cách áp dụng các quy tắc của Giáo hội Alexandria (xem Lễ Phục sinh để biết các vấn đề phát sinh).

### Bối cảnh
Vì ngày lễ Phục sinh dựa trên tính toán của ngày xuân phân (bán cầu bắc), Giáo hội Công giáo coi là không thể chấp nhận được sự khác biệt ngày càng tăng giữa ngày chính tắc của điểm phân và thực tế được quan sát. Lễ Phục sinh được tổ chức vào Chủ nhật sau ngày trăng tròn của Giáo hội vào hoặc sau ngày 21 tháng 3, được coi là gần đúng với ngày phân tháng 3. Các học giả châu Âu đã biết rõ về sự trôi dạt lịch từ đầu thời kỳ trung cổ.
Bêđa, viết vào thế kỷ 8, cho thấy rằng sai số tích lũy trong thời gian ông sống là hơn ba ngày. Roger Bacon trong khoảng năm 1200 ước tính chênh lệch là bảy hoặc tám ngày. Dante, viết c. 1300, nhận thức được sự cần thiết của một cuộc cải cách lịch. Nỗ lực đầu tiên để tiến tới một cuộc cải cách như vậy được Giáo hoàng Sixtus IV thực hiện, người vào năm 1475 đã mời Regiomontanus đến Vatican cho mục đích này. Tuy nhiên, dự án đã bị gián đoạn bởi cái chết của Regiomontanus ngay sau khi ông đến Rome. Sự gia tăng kiến thức thiên văn và độ chính xác của các quan sát vào cuối thế kỷ 15 khiến vấn đề này trở nên cấp bách hơn. Nhiều ấn phẩm trong những thập kỷ tiếp theo đã kêu gọi cải cách lịch, trong số đó có hai bài báo do Đại học Salamanca gửi tới Vatican vào năm 1515 và 1578, nhưng dự án đã không được tiếp tục cho đến những năm 1540, và chỉ được thực hiện dưới thời Giáo hoàng Grêgôriô XIII (r. 1572–1585).

### Chuẩn bị
Năm 1545, Hội đồng Trent ủy quyền cho Giáo hoàng Phaolô III cải cách lịch, yêu cầu ngày xuân phân phải được khôi phục lại thành ngày mà nó đã tổ chức vào thời điểm của Công đồng Nicaea lần thứ nhất vào năm 325 và yêu cầu một sự thay đổi lịch được được thiết kế để ngăn chặn sự chênh lệch ngày trong tương lai. Điều này sẽ cho phép lên lịch chính xác và nhất quán hơn cho lễ Phục sinh.
Năm 1577, một Bản tổng hợp được gửi đến các nhà toán học chuyên nghiệp bên ngoài ủy ban cải cách để lấy ý kiến. Một số chuyên gia, bao gồm Giambattista Benedetti và Giuseppe Moleto, tin rằng Lễ Phục sinh nên được tính toán từ chuyển động thực của Mặt Trời và Mặt Trăng, thay vì sử dụng phương pháp bảng, nhưng những khuyến nghị này đã không được chấp nhận. Cải cách được thông qua là sự sửa đổi đề xuất của bác sĩ người Calabria Aloysius Lilius (hay Lilio).
Đề xuất của Lilius bao gồm việc giảm số năm nhuận trong bốn thế kỷ từ 100 xuống 97, bằng cách biến ba trong số bốn năm trung bình là phổ biến thay vì năm nhuận. Ông cũng đưa ra một kế hoạch thực tế và nguyên bản để điều chỉnh thời gian diễn ra của Mặt trăng khi tính toán ngày Lễ Phục sinh hàng năm, giải quyết một trở ngại lâu đời đối với việc cải cách lịch.
Bảng biểu thời cổ cung cấp kinh độ trung bình của Mặt trời. Nhà toán học người Đức Christopher Clavius, kiến trúc sư của lịch Gregorius, lưu ý rằng các bảng thống nhất không thống nhất về thời điểm Mặt trời đi qua điểm phân cực cũng như về độ dài của năm nhiệt đới trung bình. Tycho Brahe cũng nhận thấy sự khác biệt này. Quy tắc năm nhuận Gregorius (97 năm nhuận trong 400 năm) do Petrus Pitatus của Verona đưa ra vào năm 1560. Ông lưu ý rằng nó phù hợp với năm nhiệt đới của bảng Alfonsine và với năm nhiệt đới trung bình của Copernicus (De Revolutionutionibus) và Erasmus Reinhold (bảng Prutenic). Ba năm nhiệt đới trung bình trong các phép tính theo giới tính của người Babylon là thời gian vượt quá 365 ngày (theo cách chúng sẽ được trích xuất từ bảng kinh độ trung bình) là 0; 14,33,9,57 (Alfonsine), 0; 14,33,11, 12 (Copernicus) và 0; 14,33,9,24 (Reinhold). Trong ký hiệu thập phân, chúng tương ứng bằng 0,24254606, 0,24255185 và 0,24254352. Tất cả các giá trị đều giống nhau đến hai chữ số thập phân (0;14,33, bằng 0,2425 thập phân) và đây cũng là độ dài trung bình của năm Gregorius. Vì vậy, giải pháp của Pitatus sẽ được các nhà thiên văn học khen ngợi.
Đề xuất của Lilius có hai thành phần. Đầu tiên, ông đề xuất điều chỉnh độ dài của năm. Năm chí tuyến trung bình dài 365,24219 ngày. Một giá trị thường được sử dụng vào thời của Lilius, từ các bảng Alfonsine, là 365,2425463 ngày. Vì độ dài trung bình của một năm Julius là 365,25 ngày, nên năm Julius dài hơn gần 11 phút so với năm chí tuyến trung bình. Sự khác biệt dẫn đến sự chênh lệch khoảng ba ngày sau mỗi 400 năm. Đề xuất của Lilius dẫn đến một năm trung bình là 365,2425 ngày. Vào thời điểm Gregorius cải tổ, đã có 10 ngày trôi qua kể từ Hội đồng Nicaea, dẫn đến điểm xuân phân rơi vào ngày 10 hoặc 11 tháng 3 thay vì ngày cố định theo giáo hội là ngày 21 tháng 3, và nếu không được sửa đổi thì nó sẽ trôi đi xa hơn. Lilius đề xuất rằng sự trôi dạt 10 ngày nên được điều chỉnh bằng cách xóa ngày nhuận Julius trên mỗi lần trong số mười lần xuất hiện của nó trong khoảng thời gian bốn mươi năm, do đó tạo điều kiện cho điểm phân quay trở lại dần dần vào ngày 21 tháng 3.
Tác phẩm của Lilius đã được Christopher Clavius mở rộng trong một tập 800 trang được lập luận chặt chẽ. Sau đó ông bảo vệ công việc của mình và của Lilius trước những lời gièm pha. Ý kiến của Clavius là sự điều chỉnh nên diễn ra trong một động thái, và chính lời khuyên này đã thuyết phục được Grêgôriô.
Thành phần thứ hai bao gồm một ước tính sẽ cung cấp một lịch chính xác nhưng đơn giản, dựa trên quy tắc. Công thức của Lilius là một hiệu chỉnh trong 10 ngày để hoàn nguyên sự trôi dạt kể từ Hội đồng Nicaea, và việc áp đặt một ngày nhuận chỉ trong 97 năm vào 400 thay vì 1 năm trong 4. Quy tắc được đề xuất là các năm chia hết cho 100 sẽ chỉ là năm nhuận nếu chúng cũng chia hết cho 400.
Chu kỳ 19 năm được sử dụng cho âm lịch cũng được sửa lại một ngày sau mỗi 300 hoặc 400 năm (8 lần trong 2500 năm) cùng với việc sửa chữa cho những năm không còn là năm nhuận (tức là 1700, 1800, 1900, 2100, v.v. Trên thực tế, một phương pháp mới để tính toán ngày Lễ Phục sinh đã được giới thiệu.
Khi lịch mới được đưa vào sử dụng, lỗi tích lũy trong 13 thế kỷ kể từ Hội đồng Nicaea đã được sửa chữa bằng cách xóa đi 10 ngày. Ngày đầu tiên của lịch Julius là thứ Năm, ngày 4 tháng 10 năm 1582 được theo sau bởi ngày đầu tiên của lịch Gregory, thứ sáu, ngày 15 tháng 10 năm 1582 (chu kỳ các ngày trong tuần không bị ảnh hưởng).

#### Lịch Gregorius in lần đầu tiên

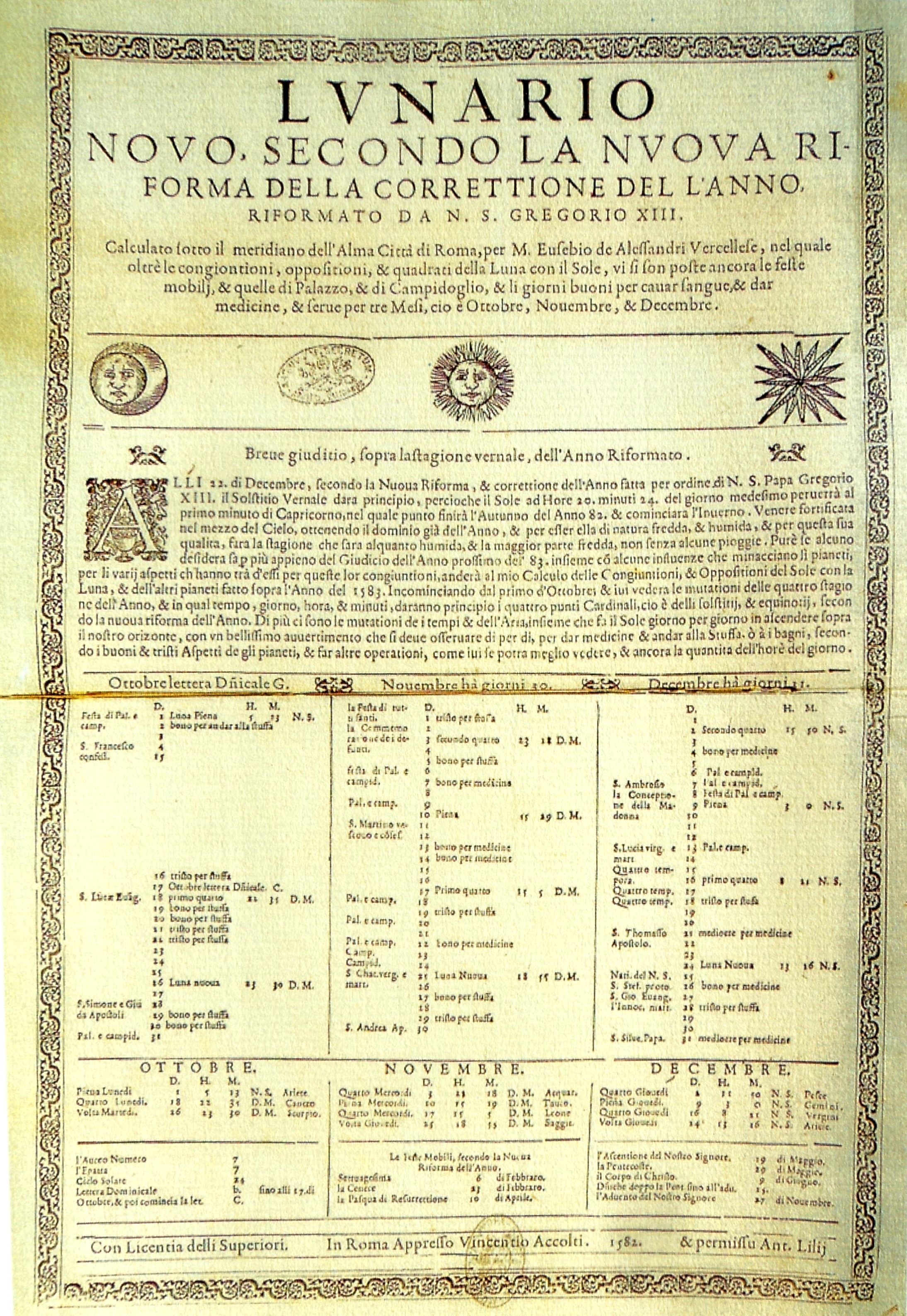
Lunario Novo, Secondo la Nuova Riforma della Correttione del l'Anno Riformato da NS Gregorio XIII, được in tại Rome bởi Vincenzo Accolti năm 1582, một trong những ấn bản in đầu tiên của lịch mới.

Một tháng sau khi ra quyết định cải tổ, giáo hoàng (với bản tóm tắt là ngày 3 tháng 4 năm 1582) đã trao cho một Antoni Lilio quyền độc quyền xuất bản lịch trong thời hạn mười năm. Lunario Novo secondo la nuova riforma low được in bởi Vincenzo Accolti, một trong những cuốn lịch đầu tiên được in ở Rome sau cuộc cải cách, ghi chú ở cuối rằng nó đã được ký với sự ủy quyền của Giáo hoàng và Lilio (Con licentia delli Superiori... et permissu Ant (onii) Lilij). Bản tóm tắt của Giáo hoàng bị thu hồi vào ngày 20 tháng 9 năm 1582, vì Antonio Lilio tỏ ra không thể đáp ứng kịp nhu cầu về các bản sao.

### Áp dụng
Mặc dù cải cách của Grêgôriô đã được ban hành theo những hình thức trang trọng nhất dành cho Giáo hội, tông sắc của ông không có thẩm quyền ngoài Giáo hội Công giáo và Lãnh địa Giáo hoàng. Những thay đổi mà ông đề xuất là những thay đổi đối với lịch dân sự mà ông không có thẩm quyền. Họ yêu cầu các cơ quan dân sự ở mỗi quốc gia phải thông qua để có hiệu lực pháp lý.
Tông sắc Inter gravissimas đã trở thành luật của Giáo hội Công giáo vào năm 1582, nhưng nó không được các Giáo hội Tin lành, Giáo hội Chính thống giáo Đông phương, Giáo hội Chính thống giáo cổ Đông phương và một số giáo hội khác công nhận. Do đó, những ngày mà Lễ Phục sinh và các ngày lễ liên quan được cử hành bởi các Giáo hội Cơ đốc khác nhau là khác nhau.
Vào ngày 29 tháng 9 năm 1582, Philip II của Tây Ban Nha ra lệnh thay đổi từ lịch Julius sang lịch Gregorius. Điều này ảnh hưởng phần lớn đến Châu Âu theo Công giáo La Mã, vì lúc đó Philip là người cai trị Tây Ban Nha và Bồ Đào Nha cũng như phần lớn nước Ý. Tại các vùng lãnh thổ này, cũng như trong Khối thịnh vượng chung Ba Lan-Litva  (do Anna Jagiellonka cai trị) và ở Lãnh địa Giáo hoàng, lịch mới được thực hiện vào ngày do tông sắc trên chỉ định, với Thứ Năm Julius, ngày 4 tháng 10 năm 1582, tiếp theo là Thứ Sáu Gregorius, ngày 15 tháng 10 năm 1582. Các thuộc địa của Tây Ban Nha và Bồ Đào Nha đã theo sau trên thực tế một chút vì sự chậm trễ trong liên lạc.
Nhiều quốc gia theo Kháng Cách ban đầu phản đối việc áp dụng một sự đổi mới lịch của Công giáo; một số người theo Kháng Cách lo sợ lịch mới là một phần của âm mưu đưa họ trở lại với dòng Công giáo. Ví dụ, người Anh không dám áp dụng hệ thống lịch của Công giáo một cách rõ ràng: Phụ lục về Lịch của họ (Phong cách mới) Đạo luật năm 1750 đã thiết lập một phép tính cho ngày Lễ Phục sinh đạt được kết quả tương tự như các quy tắc của Grêgôriô, mà không thực sự nhắc đến ông.
Anh và Đế quốc Anh (bao gồm cả phần phía đông của vùng ngày nay là Hoa Kỳ) đã thông qua lịch Gregorius vào năm 1752. Thụy Điển cũng áp dụng lịch này vào năm 1753.
Trước năm 1917, Thổ Nhĩ Kỳ sử dụng âm lịch Hồi giáo với thời đại Hegira cho các mục đích chung và lịch Julius cho các mục đích tài chính. Ngày bắt đầu năm tài chính cuối cùng được ấn định vào ngày 1 tháng 3 và số năm gần tương đương với năm Hegira (xem lịch Rumi). Vì năm mặt trời dài hơn năm âm lịch, điều này ban đầu dẫn đến việc sử dụng "năm thoát" thường xuyên khi con số của năm tài chính sẽ tăng vọt. Từ ngày 1 tháng 3 năm 1917, năm tài chính trở thành năm theo lịch Gregorius thay vì theo lịch Julius. Vào ngày 1 tháng 1 năm 1926, việc sử dụng lịch Gregorius đã được mở rộng để bao gồm việc sử dụng cho các mục đích chung và số của năm trở nên giống như ở hầu hết các quốc gia khác.

### Áp dụng theo quốc gia
| Năm  | Quốc gia Khu vực                                                                              |
| ---- | --------------------------------------------------------------------------------------------- |
| 1582 | Tây Ban Nha, Bồ Đào Nha, Pháp, Ba Lan, Ý, Các nước Công giáo thấp, Luxemburg và các thuộc địa |
| 1584 | Vương quốc Bohemia                                                                            |
| 1610 | Nước Phổ                                                                                      |
| 1648 | Alsace                                                                                        |
| 1682 | Strasbourg                                                                                    |
| 1700 | Đức, bang của Thụy Sĩ, Các quốc gia theo đạo Tin lành, Na Uy, Đan Mạch                        |
| 1752 | Anh và các thuộc địa                                                                          |
| 1753 | Thụy Điển và Phần Lan                                                                         |
| 1873 | Nhật Bản                                                                                      |
| 1875 | Ai Cập                                                                                        |
| 1896 | Triều Tiên                                                                                    |
| 1912 | Trung Quốc, Albania                                                                           |
| 1915 | Latvia, Litva                                                                                 |
| 1916 | Bungari                                                                                       |
| 1918 | Nga, Estonia                                                                                  |
| 1919 | Romania, Nam Tư                                                                               |
| 1923 | Hy Lạp                                                                                        |
| 1926 | Thổ Nhĩ Kỳ                                                                                    |
| 1946 | Việt Nam                                                                                      |
| 2016 | Ả Rập Xê Út                                                                                   |

## Sự khác biệt giữa ngày lịch Gregorius và lịch Julius
| Phạm vi lịch Gregorius                                    | Phạm vi lịch Julius                                      | Sự khác biệt |
| --------------------------------------------------------- | -------------------------------------------------------- | ------------ |
| Từ ngày 15 tháng 10 năm 1582 đến ngày 28 tháng 2 năm 1700 | Từ ngày 5 tháng 10 năm 1582 đến ngày 18 tháng 2 năm 1700 | 10 ngày      |
| Từ ngày 1 tháng 3 năm 1700 đến ngày 28 tháng 2 năm 1800   | Từ ngày 19 tháng 2 năm 1700 đến ngày 17 tháng 2 năm 1800 | 11 ngày      |
| Từ ngày 1 tháng 3 năm 1800 đến ngày 28 tháng 2 năm 1900   | Từ ngày 18 tháng 2 năm 1800 đến ngày 16 tháng 2 năm 1900 | 12 ngày      |
| Từ ngày 1 tháng 3 năm 1900 đến ngày 28 tháng 2 năm 2100   | Từ ngày 17 tháng 2 năm 1900 đến ngày 15 tháng 2 năm 2100 | 13 ngày      |
| Từ ngày 1 tháng 3 năm 2100 đến ngày 28 tháng 2 năm 2200   | Từ ngày 16 tháng 2 năm 2100 đến ngày 14 tháng 2 năm 2200 | 14 ngày      |

Phần này luôn đặt ngày nhuận vào ngày 29 tháng 2 mặc dù nó luôn được lấy bằng cách nhân đôi hai ngày 24 tháng 2 (bissextum (hai lần thứ sáu) cho đến cuối thời Trung cổ. Lịch Gregorius được giả lập cho các mốc ngày trước 1582, và sự khác biệt giữa Gregorius và ngày lịch Julius tăng ba ngày mỗi bốn thế kỷ (đã bao gồm tất cả các phạm vi ngày).
Phương trình sau đây cho biết số ngày (thực tế là ngày) mà lịch Gregorius đi trước lịch Julius, được gọi là sự khác biệt thế tục giữa hai lịch. Một sự khác biệt giá trị âm có nghĩa là lịch Julius đi trước lịch Gregorius.
{\displaystyle D=\left\lfloor {Y/100}\right\rfloor -\left\lfloor {Y/400}\right\rfloor -2}
với {\displaystyle D} là sự khác biệt thế tục và {\displaystyle Y} là năm sử dụng cách đánh số năm thiên văn, tức là sử dụng (năm trước CN) − 1 cho các năm trước Công nguyên.{\displaystyle \left\lfloor {x}\right\rfloor } có nghĩa là nếu kết quả của phép chia không phải là số nguyên thì nó được làm tròn xuống số nguyên gần nhất. Do đó trong những năm 1900, 1900/400 = 4, trong khi −500s, −500/400 = −2.
Quy tắc chung, trong những năm là năm nhuận trong lịch Julius nhưng không phải là lịch Gregorius, là:
Tính đến ngày 28 tháng 2 trong lịch đang được chuyển đổi from thêm một ngày ít hoặc trừ một ngày nhiều hơn giá trị tính toán. Cho tháng Hai số ngày thích hợp để chuyển đổi sang lịch. Khi trừ ngày để tính Gregorius tương đương với ngày 29 tháng 2 (Julius), thì ngày 29 tháng 2 bỏ không đếm. Do đó, nếu giá trị được tính toán là −4 thì tương đương với Gregorius của ngày này là ngày 24 tháng Hai.

## Ngày đầu năm
| Quốc gia                                         | Năm bắt đầu vào ngày 1 tháng 1       | Năm áp dụng Lịch Gregorius |
| ------------------------------------------------ | ------------------------------------ | -------------------------- |
| Đan Mạch                                         | Thay đổi dần dần từ thế kỷ 13 đến 16 | 1700                       |
| Đế chế La Mã Thần thánh (các quốc gia Công giáo) | 1544                                 | 1583                       |
| Tây Ban Nha, Ba Lan, Bồ Đào Nha                  | 1556                                 | 1582                       |
| Đế chế La Mã Thần thánh (các quốc gia Tin lành)  | 1559                                 | 1700                       |
| Thụy Điển                                        | 1559                                 | 1753                       |
| Pháp                                             | 1564                                 | 1582                       |
| Nam Hà Lan                                       | 1576                                 | 1582                       |
| Lorraine                                         | 1579                                 | 1582                       |
| Cộng hòa Hà Lan                                  | 1583                                 | 1582                       |
| Scotland                                         | 1600                                 | 1752                       |
| Nga                                              | 1700                                 | 1918                       |
| Tuscany                                          | 1750                                 | 1582                       |
| Vương quốc Anh và Đế quốc Anh ngoại trừ Scotland | 1752                                 | 1752                       |
| Venice                                           | 1797                                 | 1582                       |

Năm được sử dụng trong các ngày trong thời Cộng hòa La Mã và Đế chế La Mã là năm lãnh sự, bắt đầu vào ngày các quan lãnh sự lần đầu tiên nhậm chức — có thể là ngày 1 tháng 5 trước năm 222 trước Công nguyên, ngày 15 tháng 3 từ năm 222 trước Công nguyên và ngày 1 tháng 1 từ năm 153 trước Công nguyên. Lịch Julius, bắt đầu từ năm 45 trước Công nguyên, tiếp tục sử dụng ngày 1 tháng 1 là ngày đầu tiên của năm mới. Mặc dù năm được sử dụng cho ngày thay đổi, năm dân sự luôn hiển thị các tháng của nó theo thứ tự từ tháng 1 đến tháng 12 từ thời Cộng hòa La Mã cho đến nay.
Trong thời Trung cổ, dưới ảnh hưởng của Giáo hội Công giáo, nhiều quốc gia Tây Âu đã chuyển đầu năm sang một trong những lễ hội quan trọng của Cơ đốc giáo — 25 tháng 12 (được cho là Lễ giáng sinh của Giê-su), 25 tháng 3 (Truyền tin), hoặc Lễ Phục sinh (Pháp), trong khi Đế chế Byzantine bắt đầu thành niên vào ngày 1 tháng 9 và Nga làm như vậy vào ngày 1 tháng 3 cho đến năm 1492 khi năm mới được chuyển sang ngày 1 tháng 9.
Theo cách sử dụng phổ biến, ngày 1 tháng 1 được coi là Ngày đầu năm mới và được tổ chức như vậy, nhưng từ thế kỷ 12 cho đến năm 1751, năm hợp pháp ở Anh bắt đầu vào ngày 25 tháng 3 (Ngày Phụ nữ). Vì vậy, ví dụ, hồ sơ của Nghị viện liệt kê vụ hành quyết Charles I vào ngày 30 tháng 1 như xảy ra vào năm 1648 (vì năm đó không kết thúc cho đến ngày 24 tháng 3), mặc dù các sử sách sau đó điều chỉnh thời điểm bắt đầu năm thành ngày 1 tháng 1 và ghi lại vụ hành quyết xảy ra vào năm 1649.
Hầu hết các nước Tây Âu đã thay đổi ngày bắt đầu của năm thành ngày 1 tháng 1 trước khi họ áp dụng lịch Gregorius. Ví dụ, Scotland đã thay đổi ngày bắt đầu của Năm mới Scotland thành ngày 1 tháng 1 năm 1600 (điều này có nghĩa là năm 1599 là một năm ngắn ngủi). Anh, Ireland và các thuộc địa của Anh đã thay đổi ngày bắt đầu của năm thành ngày 1 tháng 1 năm 1752 (vì vậy năm 1751 là một năm ngắn chỉ có 282 ngày) mặc dù ở Anh, ngày bắt đầu của năm tính thuế vẫn là ngày 25 tháng 3 (OS), ngày 5 tháng 4 (NS) cho đến năm 1800, khi nó chuyển sang ngày 6 tháng 4. Sau đó vào năm 1752 vào tháng 9, lịch Gregorius đã được giới thiệu trên khắp nước Anh và các thuộc địa của Anh. Hai cải cách này được thực hiện bởi Đạo luật Lịch (kiểu mới) năm 1750.
Ở một số quốc gia, một nghị định hoặc luật chính thức quy định rằng ngày bắt đầu của năm phải là ngày 1 tháng Giêng. Đối với những quốc gia như vậy, một năm cụ thể khi ngày 1 tháng Giêng trở thành tiêu chuẩn có thể được xác định. Ở các quốc gia khác, phong tục tập quán khác nhau, và thời điểm đầu năm di chuyển qua lại do thời trang và ảnh hưởng từ các quốc gia khác quyết định nhiều phong tục khác nhau.
Cả tông sắc của Giáo hoàng và các giáo luật đính kèm của nó đều không ấn định ngày như vậy một cách rõ ràng, mặc dù nó được ngụ ý bởi hai bảng ngày của các thánh, một bảng được dán nhãn 1582 kết thúc vào ngày 31 tháng 12 và bảng khác cho bất kỳ năm nào bắt đầu vào ngày 1 tháng Giêng. Nó cũng chỉ định thời gian của nó liên quan đến ngày 1 tháng 1, trái ngược với lịch Julius, nó chỉ định nó liên quan đến ngày 22 tháng 3. Ngày cũ bắt nguồn từ hệ thống tiếng Hy Lạp: Supputatio Romana trước đó đã chỉ định nó liên quan đến ngày 1 tháng Giêng.

## Lịch Gregorius trên thế giới

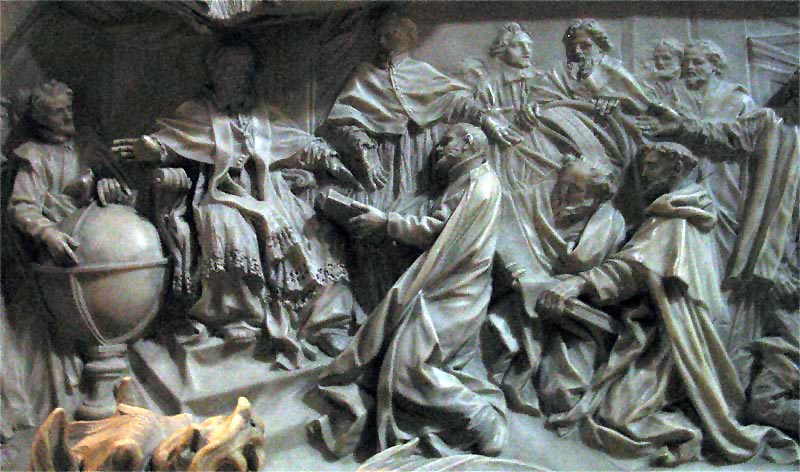
Hình khắc trên mộ của Giáo hoàng Gregorius XIII, kỷ niệm sự việc ban hành lịch Gregorius.

Vì sự thông tin chậm trễ và vì lý do tôn giáo, nhiều nước không áp dụng lịch Gregorius ngay sau đó. Nước Anh (và Hoa Kỳ lúc còn là thuộc địa của Anh) mãi đến 1752 mới theo lịch này, và khi đó phải bỏ bớt 11 ngày trong lịch (do đó George Washington sinh ngày 11 tháng 2 năm 1732, nhưng Hoa Kỳ ăn mừng sinh nhật của ông vào ngày 22 tháng 2). Nga chỉ theo lịch này sau năm 1917, do đó Cách mạng tháng Mười Nga diễn ra vào tháng 11 dương lịch. Một số nhà thờ Chính thống giáo (ví dụ như ở Nga, Serbia và Georgia) tiếp tục tổ chức lễ hội tôn giáo theo lịch Julius. Lễ Giáng sinh của họ (ngày 25 tháng 12) hiện tại vào ngày 7 tháng 1 (lịch Gregorius). Tất cả các nhà thờ Chính thống đều tính lễ Phục sinh và các lễ hội di chuyển khác theo đầu xuân lịch Julius và theo trăng tròn; lễ hội do đó chỉ trùng hợp thỉnh thoảng với ngày lễ Phục sinh của các hội thánh phương Tây; thường là một, bốn hoặc năm tuần sau đó ở phương Tây.
Tại Việt Nam, Tây lịch được áp dụng ở các công sở khi người Pháp ép triều đình Huế nhận nền bảo hộ vào cuối thế kỷ 19. Tuy nhiên lịch Hiệp kỷ vẫn được nhà Nguyễn duy trì song hành. Lịch Gregorius chính thức được dùng kể từ năm 1946 trở đi.